# Église Saint-Jean-Baptiste de Ribeauville
L'église Saint-Jean-Baptiste de Ribeauville est une église située à Ribeauville, en France.

## Localisation
L'église est située sur la commune de Ribeauville, dans le département de l'Aisne.